# Lymantria ganaroides
Lymantria ganaroides este o specie de molii din genul Lymantria, familia Lymantriidae, descrisă de Embrik Strand 1917 Conform Catalogue of Life specia Lymantria ganaroides nu are subspecii cunoscute.